# Милан Којић
Милан Којић (Брусник, 1921. — Западни Берлин, 1984) био је српски проналазач.
Најважнији његов проналазак била је електрична ротирајућа четкица за зубе. Патент је био заштићен у Немачкој, где је Којић последњих година живота живео са супругом која је тамо радила за Браун—Џилет.
У јануару 1984. године Милан Којић, који је имао дугогодишње проблеме са кретањем због укоченог колена, погинуо је кад је на њега великом брзином налетео аутомобил у Берлину, на пар метара од зебре. Нешто касније исте године Џилет у чијем је саставу био Браун, преузео је амерички модел већ годинама постојеће и коришћене пре свега у Америци вибрирајуће четкице за зубе Орал-Б, који се од тада води као марка линије Браун.
Најзад, такође исте године, због дужег боравка у Србији између осталог и због организовања Миланове сахране, Којићева удовица не уплаћује годишњу чланарину за одржавање власништва над патентом, који тиме прелази у јавни домен. Непосредно после тога, Браун преиначује Орал-Б вибрирајућу четкицу за зубе у ротирајућу, врло сличну онаквој какву је патентирао муж њихове раднице Којић, а чији је патент управо био истекао.
Милан Којић је сахрањен у свом родном Бруснику, а у међувремену је Џилет продат, све са Оралом-Б, Проктеру и Гемблу и приходи само од ротирајуће четкице Орал-Б досежу више стотина милиона долара.

## Породична и лична повест
- Деда Милана Којића, Димитрије (Мита) Којић подигао је Митину чесму у Бруснику 1907. године.[6]
- Миланов у Другом светском рату рано погинули брат Миодраг Којић је деда по мајци српско-канадског књижевника Миодрага Којадиновића, који, између осталог, пише о историји овог дела породице,[7] односно Милан Којић је Којадиновићев деда-стриц.
- Његов син Драган Којић је сликар који је излагао у Енглеској, Немачкој, Италији и широм бивше Југославије.